# Zwitserse parlementsverkiezingen 2019/Resultaten Kantonsraad
Dit artikel bevat de resultaten van de Zwitserse parlementsverkiezingen van 2019 voor de Kantonsraad. De eerste ronde vond plaats op 20 oktober 2019.

## Aargau

### Eerste ronde
Omdat niemand in de eerste ronde de absolute meerderheid van 88.828 stemmen bereikte, moest een tweede ronde worden georganiseerd.
|  | Kandidaat              | Partij     | Stemmen | %      | Resultaat |
|  | ---------------------- | ---------- | ------- | ------ | --------- |
|  | Thierry Burkart        | FDP/PLR    | 82'515  | 43,4 % |           |
|  | Hansjörg Knecht        | SVP/UDC    | 72'574  | 38,2 % |           |
|  | Cédric Wermuth         | SP/PS      | 55'274  | 29,1 % |           |
|  | Ruth Müri              | GPS/PES    | 40’560  | 21,4 % |           |
|  | Marianne Binder-Keller | CVP/PDC    | 36'700  | 19,3 % |           |
|  | Beat Flach             | GLP/PVL    | 23'158  | 12,2 % |           |
|  | Maya Bally             | BDP/PBD    | 21'706  | 11,4 % |           |
|  | Roland Frauchiger      | EVP/PEV    | 9'784   | 5,2 %  |           |
|  | Jean-Pierre Leutwyler  | FW AG      | 5'786   | 3,0 %  |           |
|  | Pius Lischer           | partijloos | 1'663   | 0,9 %  |           |
|  | Overige                | Overige    | 5'590   | 2,9 %  |           |

### Tweede ronde

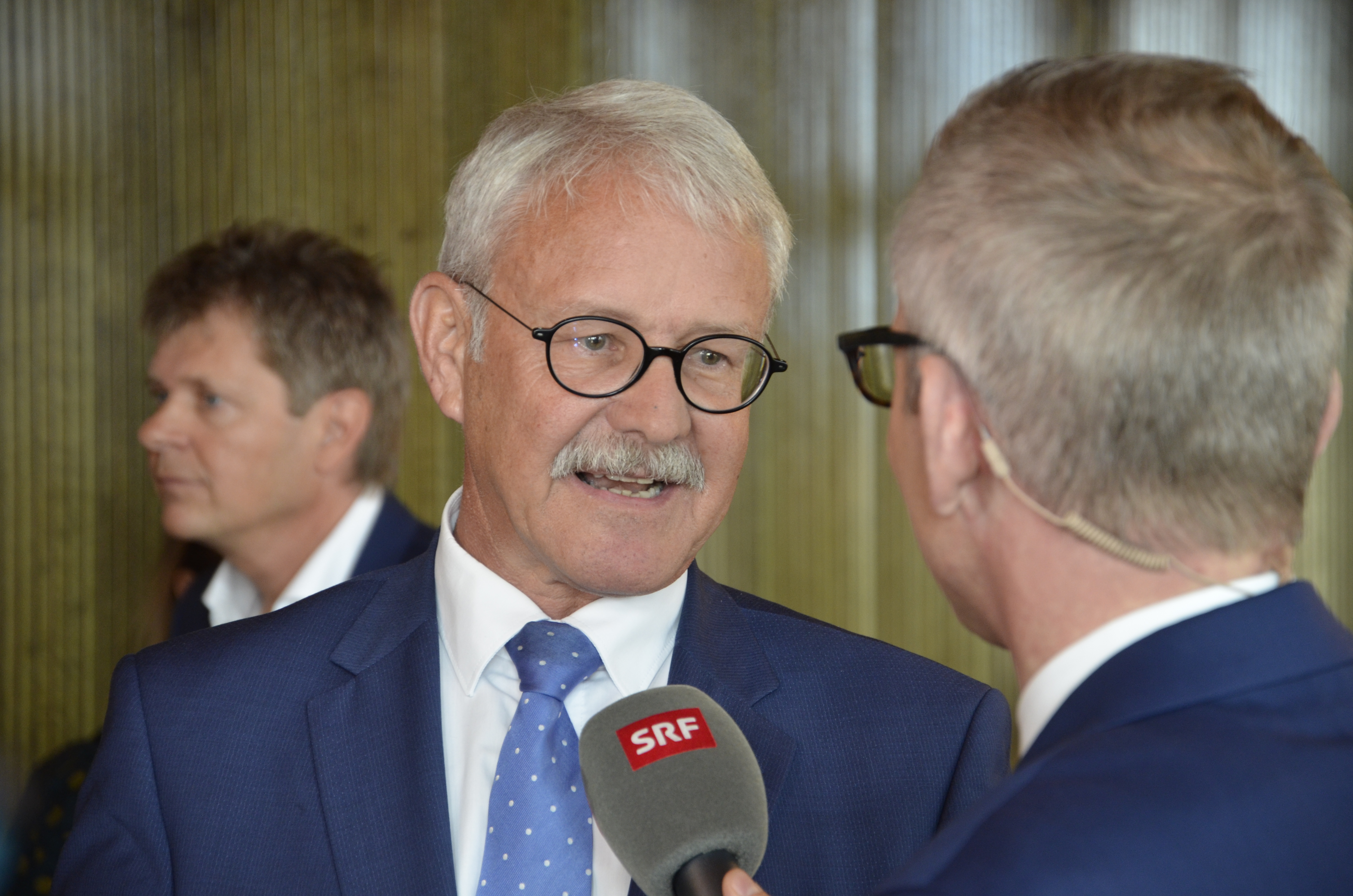
Beat Vonlanthen werd verrassend weggestemd.

Omdat in de eerste ronde niemand de absolute meerderheid bereikte, vond op 24 november 2019 een tweede ronde plaats. Daarbij volstond een gewone meerderheid.
|  | Kandidaat              | Partij  | Stemmen | %      | Resultaat |
|  | ---------------------- | ------- | ------- | ------ | --------- |
|  | Thierry Burkart        | FDP/PLR | 99'372  | 62,1 % | verkozen  |
|  | Hansjörg Knecht        | SVP/UDC | 73'692  | 46,0 % | verkozen  |
|  | Marianne Binder-Keller | CVP/PDC | 61'657  | 38,5 % |           |
|  | Ruth Müri              | GPS/PES | 58'754  | 36,7 % |           |

## Appenzell Ausserrhoden

### Eerste ronde
|  | Kandidaat                  | Partij  | Stemmen | %      | Resultaat |
|  | -------------------------- | ------- | ------- | ------ | --------- |
|  | Andrea Caroni (uittredend) | FDP/PLR | 11'490  | 71,1 % | verkozen  |
|  | Reto Sonderegger           | SVP/UDC | 4'059   | 25,1 % |           |
|  | Overige                    | Overige | 621     | 3,8 %  |           |

## Appenzell Innerrhoden

### Eerste ronde
Tijdens de Landsgemeinde van 28 april 2019 werd lid van de Nationale Raad Daniel Fässler (CVP/PDC) met een duidelijke meerderheid verkozen. Een exact aantal stemmen is niet bekend.
|  | Kandidaat          | Partij  | Resultaat |
|  | ------------------ | ------- | --------- |
|  | Daniel Fässler     | CVP/PDC | verkozen  |
|  | Thomas Rechsteiner | CVP/PDC |           |

## Bazel-Landschaft

### Eerste ronde
Omdat niemand in de eerste ronde de absolute meerderheid van 38.496 stemmen bereikte, moest een tweede ronde worden georganiseerd.
|  | Kandidaat             | Partij  | Stemmen | %      | Resultaat |
|  | --------------------- | ------- | ------- | ------ | --------- |
|  | Daniela Schneeberger  | FDP/PLR | 26'536  | 34,5 % |           |
|  | Maya Graf             | GPS/PES | 22'986  | 29,9 % |           |
|  | Eric Nussbaumer       | SP/PS   | 22'519  | 29,2 % |           |
|  | Elisabeth Augstburger | EVP/PEV | 3209    | 4,2 %  |           |
|  | Overige               | Overige | 1740    | 2,3 %  |           |

### Tweede ronde
Omdat in de eerste ronde niemand de absolute meerderheid bereikte, vond op 24 november 2019 een tweede ronde plaats. Daarbij volstond een gewone meerderheid.
|  | Kandidaat            | Partij  | Stemmen | %      | Resultaat |
|  | -------------------- | ------- | ------- | ------ | --------- |
|  | Maya Graf            | GPS/PES | 32'581  | 50,8 % | verkozen  |
|  | Daniela Schneeberger | FDP/PLR | 30'488  | 47,6 % |           |
|  | Overige              | Overige | 1'021   | 1,6 %  |           |

## Bazel-Stad

### Eerste ronde
|  | Kandidaat                | Partij     | Stemmen | %      | Resultaat |
|  | ------------------------ | ---------- | ------- | ------ | --------- |
|  | Eva Herzog               | SP/PS      | 37'230  | 66,4 % | verkozen  |
|  | Patricia von Falkenstein | LDP        | 12'037  | 21,5 % |           |
|  | Gianna Hablützel-Bürki   | SVP        | 4'557   | 8,1 %  |           |
|  | Eric Weber               | VA         | 1'187   | 2,1 %  |           |
|  | Marc Meyer               | partijloos | 531     | 0,9 %  |           |
|  | Overige                  | Overige    | 501     | 0,9 %  |           |

## Bern

### Eerste ronde
Omdat niemand in de eerste ronde de absolute meerderheid van 152.797 stemmen bereikte, moest een tweede ronde worden georganiseerd.
|  | Kandidaat                 | Partij     | Stemmen | %      | Resultaat |
|  | ------------------------- | ---------- | ------- | ------ | --------- |
|  | Hans Stöckli (uittredend) | SP/PS      | 122'263 | 35,2 % |           |
|  | Regula Rytz               | GPS/PES    | 119'960 | 34,6 % |           |
|  | Werner Salzmann           | SVP/UDC    | 119'630 | 34,5 % |           |
|  | Beatrice Simon            | BDP/PBD    | 82'283  | 23,7 % |           |
|  | Christa Markwalder        | FDP/PLR    | 61'904  | 17,8 % |           |
|  | Kathrin Bertschy          | GLP/PVL    | 48'076  | 13,9 % |           |
|  | Marianne Streiff-Feller   | EVP/PEV    | 24'139  | 7,0 %  |           |
|  | Pascal Fouquet            | PPS        | 10'424  | 3,0 %  |           |
|  | Peter Eberhardt           | DU         | 9'888   | 2,8 %  |           |
|  | Jorgo Ananiadis           | PPS        | 4'298   | 1,2 %  |           |
|  | Florian Gerber            | PNOS       | 3'003   | 0,9 %  |           |
|  | Philipp Jutzi             | partijloos | 1'998   | 0,6 %  |           |
|  | Verena Lobsiger-Schmid    | PUM        | 1'772   | 0,5 %  |           |
|  | Yannic Nuofer             | PNOS       | 1'348   | 0,4 %  |           |
|  | Joe Grin                  | partijloos | 198     | 0,1 %  |           |

### Tweede ronde
Omdat in de eerste ronde niemand de absolute meerderheid bereikte, vond op 17 november 2019 een tweede ronde plaats. Enkel kandidaten die in de eerste ronde drie procent behaalden, konden aan de tweede ronde deelnemen. Beatrice Simon, Katrin Bertschy en Marianne Streiff-Feller namen niet deel aan de tweede ronde, hoewel ze meer dan drie procent hadden gehaald. In de tweede ronde volstond een gewone meerderheid.
|  | Kandidaat                 | Partij  | Stemmen | %      | Resultaat |
|  | ------------------------- | ------- | ------- | ------ | --------- |
|  | Hans Stöckli (uittredend) | SP/PS   | 157'750 | 48,2 % | verkozen  |
|  | Werner Salzmann           | SVP/UDC | 154'586 | 47,2 % | verkozen  |
|  | Regula Rytz               | GPS/PES | 141'337 | 43,2 % |           |
|  | Christa Markwalder        | FDP/PLR | 115'163 | 35,2 % |           |

## Fribourg

### Eerste ronde
Omdat niemand in de eerste ronde de absolute meerderheid van 42.998 stemmen bereikte, moest een tweede ronde worden georganiseerd.
|  | Kandidaat                     | Partij  | Stemmen | %      | Resultaat |
|  | ----------------------------- | ------- | ------- | ------ | --------- |
|  | Christian Levrat (uittredend) | SP/PS   | 36'958  | 43,0 % |           |
|  | Beat Vonlanthen (uittredend)  | CVP/PDC | 23'316  | 27,1 % |           |
|  | Johanna Gapany                | FDP/PLR | 19'534  | 22,7 % |           |
|  | Pierre-André Page             | SVP/UDC | 18'497  | 21,5 % |           |
|  | Gerhard Andrey                | GPS/PES | 16'171  | 18,8 % |           |
|  | Ralph Schmid                  | GLP/PVL | 5'534   | 6,4 %  |           |
|  | Anthony Jaria                 | BDP/PBD | 1'469   | 1,7 %  |           |
|  | Claudio Rugo                  | KP      | 1'264   | 1,5 %  |           |
|  | Flavio Guido                  | DDSN    | 823     | 1,0 %  |           |
|  | Ruedi Raemy                   | DDSN    | 759     | 0,9 %  |           |

### Tweede ronde
Omdat in de eerste ronde niemand de absolute meerderheid bereikte vond op 3 november 2019 een tweede ronde plaats. Daarbij volstond een gewone meerderheid.
|  | Kandidaat                     | Partij  | Stemmen | %      | Resultaat |
|  | ----------------------------- | ------- | ------- | ------ | --------- |
|  | Christian Levrat (uittredend) | SP/PS   | 38'372  | 52,2 % | verkozen  |
|  | Johanna Gapany                | FDP/PLR | 31'129  | 42,3 % | verkozen  |
|  | Beat Vonlanthen (uittredend)  | CVP/PDC | 30'991  | 42,1 % |           |

## Genève

### Eerste ronde
Omdat niemand in de eerste ronde de absolute meerderheid van 50.854 stemmen bereikte, moest een tweede ronde worden georganiseerd.
|  | Kandidaat               | Partij     | Stemmen | %      | Resultaat |
|  | ----------------------- | ---------- | ------- | ------ | --------- |
|  | Lisa Mazzone            | GPS/PES    | 41’757  | 41,1 % |           |
|  | Carlo Sommaruga         | SP/PS      | 38’344  | 37,7 % |           |
|  | Hugues Hiltpold         | FDP/PLR    | 23’424  | 23,0 % |           |
|  | Béatrice Hirsch         | CVP/PDC    | 21’716  | 21,4 % |           |
|  | Céline Amaudruz         | SVP/UDC    | 20’267  | 19,9 % |           |
|  | François Bärtschi       | MCG        | 11’051  | 10,9 % |           |
|  | Willy Cretegny          | partijloos | 7’746   | 7,6 %  |           |
|  | Susanne Amsler          | GLP/PVL    | 7’312   | 7,2 %  |           |
|  | Marc Wuarrin            | glp        | 4’761   | 4,7 %  |           |
|  | Stefania Prezioso Batou | Sol        | 4’423   | 4,3 %  |           |
|  | Jean Burgermeister      | Sol        | 3’393   | 3,3 %  |           |
|  | Alexandre Eniline       | PdA/PST    | 2’093   | 2,1 %  |           |
|  | Thierry Vidonne         | BDP/PBD    | 1’444   | 1,4 %  |           |
|  | André Leitner           | BDP        | 1’191   | 1,2 %  |           |
|  | Paul Aymon              | partijloos | 1’021   | 1,0 %  |           |

### Tweede ronde
Omdat in de eerste ronde niemand de absolute meerderheid bereikte, vond op 3 november 2019 een tweede ronde plaats. Daarbij volstond een gewone meerderheid.
|  | Kandidaat       | Partij     | Stemmen | %      | Resultaat |
|  | --------------- | ---------- | ------- | ------ | --------- |
|  | Lisa Mazzone    | GPS/PES    | 42'651  | 52,4 % | verkozen  |
|  | Carlo Sommaruga | SP/PS      | 38'911  | 47,8 % | verkozen  |
|  | Hugues Hiltpold | FDP/PLR    | 25'962  | 31,9 % |           |
|  | Béatrice Hirsch | CVP/PDC    | 21'674  | 26,6 % |           |
|  | Céline Amaudruz | SVP/UDC    | 21'045  | 25,8 % |           |
|  | Paul Aymon      | partijloos | 2'388   | 2,9 %  |           |

## Glarus

### Eerste ronde
|  | Kandidaat                 | Partij  | Stemmen | %      | Resultaat |
|  | ------------------------- | ------- | ------- | ------ | --------- |
|  | Thomas Hefti (uittredend) | FDP/PLR | 7'544   | 70,0 % | verkozen  |
|  | Mathias Zopfi             | GPS/PES | 5'684   | 52,7 % | verkozen  |
|  | Werner Hösli (uittredend) | SVP/UDC | 5'432   | 50,4 % |           |
|  | Overige                   | Overige | 1'229   | 11,4 % |           |

## Graubünden

### Eerste ronde
|  | Kandidaat                  | Partij     | Stemmen | %      | Resultaat |
|  | -------------------------- | ---------- | ------- | ------ | --------- |
|  | Stefan Engler (uittredend) | CVP/PDC    | 30'033  | 52,8 % | verkozen  |
|  | Martin Schmid (uittredend) | FDP/PLR    | 26'629  | 46,8 % | verkozen  |
|  | Jon Pult                   | SP/PS      | 15'230  | 26,8 % |           |
|  | Valérie Favre Accola       | SVP/UDC    | 10'093  | 17,7 % |           |
|  | Géraldine Danuser          | GLP/PVL    | 7'106   | 12,5 % |           |
|  | Timo Stammwitz             | partijloos | 693     | 1,2 %  |           |
|  | Overige                    | Overige    | 5'326   | 9,4 %  |           |

## Jura

### Eerste ronde
|                             | Partij  | Stemmen | %      | Kandidaat                 | Stemmen | Resultaat |
| --------------------------- | ------- | ------- | ------ | ------------------------- | ------- | --------- |
|                             | SP/PS   | 15'162  | 33,9 % | Élisabeth Baume-Schneider | 8'895   | verkozen  |
| Mathilde Crevoisier Crelier | SP/PS   | 15'162  | 33,9 % | 5'628                     |         |           |
|                             | CVP/PDC | 12'633  | 28,3 % | Charles Juillard          | 7'630   | verkozen  |
| Françoise Chaignat-Arnoux   | CVP/PDC | 12'633  | 28,3 % | 3'888                     |         |           |
|                             | SVP/UDC | 8'571   | 19,2 % | Thomas Stettler           | 4'609   |           |
| Thierry Froidevaux          | SVP/UDC | 8'571   | 19,2 % | 3'546                     |         |           |
|                             | GPS/PES | 8'317   | 18,6 % | Pauline Godat             | 4'907   |           |
| Jean-Marc Comment           | GPS/PES | 8'317   | 18,6 % | 3'221                     |         |           |

## Luzern

### Eerste ronde
Omdat in de eerste ronde enkel Damien Müller de absolute meerderheid van 65.476 stemmen bereikte, moest een tweede ronde worden georganiseerd.
|  | Kandidaat                  | Partij     | Stemmen | %      | Resultaat |
|  | -------------------------- | ---------- | ------- | ------ | --------- |
|  | Damian Müller (uittredend) | FDP/PLR    | 65'784  | 50,2 % | verkozen  |
|  | Andrea Gmür                | CVP/PDC    | 54'861  | 41,9 % |           |
|  | Franz Grüter               | SVP/UDC    | 38'358  | 29,3 % |           |
|  | Monique Frey               | GPS/PES    | 30'322  | 23,2 % |           |
|  | David Roth                 | SP/PS      | 29'668  | 22,7 % |           |
|  | Michèle Graber             | GLP/PVL    | 9'334   | 7,1 %  |           |
|  | Florian Studer             | partijloos | 4'553   | 3,5 %  |           |
|  | Overige                    | Overige    | 1'923   | 1,5 %  |           |

### Tweede ronde
|  | Kandidaat                 | Partij  | Stemmen                  | Resultaat |
|  | ------------------------- | ------- | ------------------------ | --------- |
|  | Andrea Gmür-Schönenberger | CVP/PDC | stilzwijgende verkiezing | verkozen  |

## Neuchâtel
Vanwege de verkiezingen in Neuchâtel volgens het stelsel van evenredige vertegenwoordiging, vond er slechts één stemronde plaats.
|                          | Partij                             | Stemmen | %      | Kandidaat               | Stemmen | Resultaat |
| ------------------------ | ---------------------------------- | ------- | ------ | ----------------------- | ------- | --------- |
|                          | GPS/PES                            | 20'107  | 21,1 % | Céline Vara             | 10'035  | verkozen  |
| Fabien Fivaz             | GPS/PES                            | 20'107  | 21,1 % | 9'785                   |         |           |
|                          | FDP/PLR                            | 20'092  | 21,1 % | Philippe Bauer          | 11'044  | verkozen  |
| Didier Boillat           | FDP/PLR                            | 20'092  | 21,1 % | 8'402                   |         |           |
|                          | SP/PS                              | 17'445  | 18,3 % | Silvia Locatelli        | 8'641   |           |
| Martine Docourt Ducommun | SP/PS                              | 17'445  | 18,3 % | 8'274                   |         |           |
|                          | PdA/PST                            | 13'615  | 14,3 % | Denis de la Reussille   | 8'950   |           |
| Sarah Blum               | PdA/PST                            | 13'615  | 14,3 % | 4'315                   |         |           |
|                          | SVP/UDC                            | 10'591  | 11,1 % | Pierre Hainard          | 5'498   |           |
| Magali Junod             | SVP/UDC                            | 10'591  | 11,1 % | 4'829                   |         |           |
|                          | GLP/PVL                            | 7'030   | 7,4 %  | Sarah Pearson Perret    | 991     |           |
| Mireille Tissot-Daguette | GLP/PVL                            | 7'030   | 7,4 %  | 959                     |         |           |
|                          | CVP/PDC                            | 4'308   | 4,5 %  | Nathalie Schallenberger | 1'387   |           |
| Laurent Sutter           | CVP/PDC                            | 4'308   | 4,5 %  | 497                     |         |           |
|                          | SolidaritéS                        | 1'513   | 1,6 %  | Zoé Bachmann            | 783     |           |
| Dimitri Paratte          | SolidaritéS                        | 1'513   | 1,6 %  | 718                     |         |           |
|                          | Europäische Föderalistische Partei | 224     | 0,2 %  | Jean Luc Pieren         | 102     |           |
|                          | Les modernocrates                  | 196     | 0,2 %  | Thomas Wroblevski       | 91      |           |

## Nidwalden

### Eerste ronde
|  | Kandidaat               | Partij  | Stemmen                  | Resultaat |
|  | ----------------------- | ------- | ------------------------ | --------- |
|  | Hans Wicki (uittredend) | FDP/PLR | stilzwijgende verkiezing | verkozen  |

## Obwalden

### Eerste ronde
|  | Kandidaat                 | Partij  | Stemmen                  | Resultaat |
|  | ------------------------- | ------- | ------------------------ | --------- |
|  | Erich Ettlin (uittredend) | CVP/PDC | stilzwijgende verkiezing | verkozen  |

## Schaffhausen

### Eerste ronde
|  | Kandidaat                   | Partij     | Stemmen | %      | Resultaat |
|  | --------------------------- | ---------- | ------- | ------ | --------- |
|  | Hannes Germann (uittredend) | SVP/UDC    | 17'333  | 58,1 % | verkozen  |
|  | Thomas Minder (uittredend)  | partijloos | 14'813  | 49,6 % | verkozen  |
|  | Patrick Portmann            | SP/PS      | 9'952   | 33,3 % |           |
|  | Christian Amsler            | FDP/PLR    | 6'346   | 21,3 % |           |
|  | Overige                     | Overige    | 3'688   | 12,4 % |           |

## Schwyz

### Eerste ronde
Omdat in de eerste ronde enkel Alex Kuprecht de absolute meerderheid van 24.135 stemmen bereikte, moest een tweede ronde worden georganiseerd.
|  | Kandidaat                  | Partij     | Stemmen | %      | Resultaat |
|  | -------------------------- | ---------- | ------- | ------ | --------- |
|  | Alex Kuprecht (uittredend) | SVP/UDC    | 24'695  | 48,1 % | verkozen  |
|  | Pirmin Schwander           | SVP/UDC    | 21'340  | 41,5 % |           |
|  | Othmar Reichmuth           | CVP/PDC    | 21'234  | 41,3 % |           |
|  | Kaspar Michel              | FDP/PLR    | 15'379  | 29,9 % |           |
|  | Michael Fuchs              | SP/PS      | 11'672  | 22,7 % |           |
|  | Honorata Züger             | partijloos | 1'226   | 2,4 %  |           |
|  | Overige                    | Overige    | 993     | 1,9 %  |           |

### Tweede ronde
Omdat in de eerste ronde slechts een kandidaat de absolute meerderheid bereikte, vond op 24 november 2019 een tweede ronde plaats. Daarbij volstond een gewone meerderheid.
|  | Kandidaat        | Partij     | Stemmen | %      | Resultaat |
|  | ---------------- | ---------- | ------- | ------ | --------- |
|  | Othmar Reichmuth | CVP/PDC    | 23'359  | 51,1 % | verkozen  |
|  | Pirmin Schwander | SVP/UDC    | 21'338  | 46,7 % |           |
|  | Honorata Züger   | partijloos | 870     | 1,9 %  |           |
|  | Overige          | Overige    | 118     | 0,3 %  |           |

## Solothurn

### Eerste ronde
Omdat in de eerste ronde enkel Pirmin Bischof de absolute meerderheid van 39.651 stemmen bereikte, moest een tweede ronde worden georganiseerd.
|  | Kandidaat                    | Partij  | Stemmen | %      | Resultaat |
|  | ---------------------------- | ------- | ------- | ------ | --------- |
|  | Pirmin Bischof (uittredend)  | CVP/PDC | 42'234  | 53,1 % | verkozen  |
|  | Roberto Zanetti (uittredend) | SP/PS   | 37'465  | 47,1 % |           |
|  | Christian Imark              | SVP/UDC | 24'460  | 30,8 % |           |
|  | Felix Wettstein              | GPS/PES | 19'794  | 24,9 % |           |
|  | Stefan Nünlist               | FDP/PLR | 17'942  | 22,6 % |           |

### Tweede ronde
Omdat in de eerste ronde niemand de absolute meerderheid bereikte, vond op 17 november 2019 een tweede ronde plaats. Daarbij volstond een gewone meerderheid.
|  | Kandidaat                    | Partij  | Stemmen | %      | Resultaat |
|  | ---------------------------- | ------- | ------- | ------ | --------- |
|  | Roberto Zanetti (uittredend) | SP/PS   | 42'666  | 61,0 % | verkozen  |
|  | Christian Imark              | SVP/UDC | 27'143  | 39,0 % |           |

## Sankt Gallen

### Eerste ronde
Omdat niemand in de eerste ronde de absolute meerderheid van 71.095 stemmen bereikte, moest een tweede ronde worden georganiseerd.
|  | Kandidaat                     | Partij  | Stemmen | %      | Resultaat |
|  | ----------------------------- | ------- | ------- | ------ | --------- |
|  | Benedikt Würth (uittredend)   | CVP/PDC | 70'594  | 49,6 % |           |
|  | Paul Rechsteiner (uittredend) | SP/PS   | 64'077  | 45,1 % |           |
|  | Roland Rino Büchel            | SVP/UDC | 45'941  | 32,3 % |           |
|  | Marcel Dobler                 | FDP/PLR | 30'755  | 21,6 % |           |
|  | Franziska Ryser               | GPS/PES | 27'660  | 19,5 % |           |
|  | Pietro Vernazza               | GLP/PVL | 12'695  | 8,9 %  |           |
|  | Norbert Feldmann              | BDP/PBD | 4'174   | 2,9 %  |           |
|  | Overige                       | Overige | 2'353   | 1,7 %  |           |

### Tweede ronde
Omdat in de eerste ronde niemand de absolute meerderheid bereikte, vond op 17 november 2019 een tweede ronde plaats. Daarbij volstond een gewone meerderheid.
|  | Kandidaat                     | Partij  | Stemmen | %      | Resultaat |
|  | ----------------------------- | ------- | ------- | ------ | --------- |
|  | Benedikt Würth (uittredend)   | CVP/PDC | 77'893  | 68,8 % | verkozen  |
|  | Paul Rechsteiner (uittredend) | SP/PS   | 62'750  | 55,4 % | verkozen  |
|  | Roland Rino Büchel            | SVP/UDC | 45'904  | 40,5 % |           |

## Ticino

### Eerste ronde
Omdat niemand in de eerste ronde de absolute meerderheid van 52.882 stemmen bereikte, moest een tweede ronde worden georganiseerd.
|  | Kandidaat                     | Partij       | Stemmen | %      | Resultaat |
|  | ----------------------------- | ------------ | ------- | ------ | --------- |
|  | Filippo Lombardi (uittredend) | CVP/PDC      | 34'318  | 32,5 % |           |
|  | Marco Chiesa                  | SVP/UDC      | 32'576  | 30,8 % |           |
|  | Giovanni Merlini              | FDP/PLR      | 30'371  | 28,7 % |           |
|  | Marina Carobbio Guscetti      | SP/PS        | 30'263  | 28,6 % |           |
|  | Greta Gysin                   | GPS/PES      | 22'012  | 20,8 % |           |
|  | Battista Ghiggia              | Lega         | 20'546  | 19,4 % |           |
|  | Werner Nussbaumer             | LV           | 2'885   | 2,7 %  |           |
|  | Germano Mattei                | MontagnaViva | 2'757   | 2,6 %  |           |
|  | Xenia Peran                   | LV           | 838     | 0,8 %  |           |

### Tweede ronde
Omdat in de eerste ronde niemand de absolute meerderheid bereikte, vond op 17 november 2019 een tweede ronde plaats. Daarbij volstond een gewone meerderheid.
|  | Kandidaat                     | Partij  | Stemmen | %      | Resultaat |
|  | ----------------------------- | ------- | ------- | ------ | --------- |
|  | Marco Chiesa                  | SVP/UDC | 42'552  | 40,3 % | verkozen  |
|  | Marina Carobbio Guscetti      | SP/PS   | 36'469  | 34,5 % | verkozen  |
|  | Filippo Lombardi (uittredend) | CVP/PDC | 36'424  | 34,5 % |           |
|  | Giovanni Merlini              | FDP/PLR | 33'278  | 31,5 % |           |

## Thurgau

### Eerste ronde
|  | Kandidaat                            | Partij     | Stemmen | %      | Resultaat |
|  | ------------------------------------ | ---------- | ------- | ------ | --------- |
|  | Brigitte Häberli-Koller (uittredend) | CVP/PDC    | 43'434  | 61,6 % | verkozen  |
|  | Jakob Stark                          | SVP/UDC    | 37'913  | 53,3 % | verkozen  |
|  | Nina Schläfli                        | SP/PS      | 16'568  | 23,3 % |           |
|  | Kurt Egger                           | GPS/PES    | 14'025  | 19,7 % |           |
|  | Ulrich (Ueli) Fisch                  | GLP/PVL    | 14'002  | 19,7 % |           |
|  | Gabriela Coray                       | partijloos | 4'396   | 6,2 %  |           |
|  | Overige                              | Overige    | 3'369   | 4,7 %  |           |

## Uri

### Eerste ronde
|  | Kandidaat                 | Partij  | Stemmen | %      | Resultaat |
|  | ------------------------- | ------- | ------- | ------ | --------- |
|  | Josef Dittli (uittredend) | FDP/PLR | 7'576   | 73,8 % | verkozen  |
|  | Heidi Z'graggen           | CVP/PDC | 7'086   | 69,0 % | verkozen  |
|  | Overige                   | Overige | 3'143   | 30,6 % |           |

## Vaud

### Eerste ronde
|  | Kandidaat                     | Partij  | Stemmen | %      | Resultaat |
|  | ----------------------------- | ------- | ------- | ------ | --------- |
|  | Adèle Thorens Goumaz          | GPS/PES | 72'416  | 39,9 % |           |
|  | Ada Marra                     | SP/PS   | 71'997  | 39,7 % |           |
|  | Olivier Français (uittredend) | FDP/PLR | 53'049  | 29,3 % |           |
|  | Jacques Nicolet               | SVP/UDC | 32'045  | 17,7 % |           |
|  | Michaël Buffat                | SVP/UDC | 29'639  | 16,3 % |           |
|  | Isabelle Chevalley            | GLP/PVL | 21'982  | 12,1 % |           |
|  | François Pointet              | GLP/PVL | 12'634  | 7,0 %  |           |
|  | Claude Béglé                  | CVP/PDC | 6'730   | 3,7 %  |           |
|  | François Bachmann             | EVP/PEV | 6'394   | 3,4 %  |           |
|  | Franziska Meinherz            | EàG-Sol | 4'557   | 2,5 %  |           |
|  | Bernard Borel                 | PdA/PST | 4'476   | 2,5 %  |           |
|  | Anaïs Timofte                 | PdA/PST | 4'401   | 2,4 %  |           |
|  | Yvan Lucarini                 | EàG-Dec | 4'052   | 2,2 %  |           |
|  | Annick Tiburzio               | DDSN    | 1'077   | 0,6 %  |           |
|  | Olivier Pahud                 | DDSN    | 963     | 0,5 %  |           |

### Tweede ronde
Omdat in de eerste ronde niemand de absolute meerderheid bereikte vond op 3 november 2019 een tweede ronde plaats. Daarbij volstond een gewone meerderheid.
|  | Kandidaat                     | Partij  | Stemmen | %      | Resultaat |
|  | ----------------------------- | ------- | ------- | ------ | --------- |
|  | Olivier Français (uittredend) | FDP/PLR | 86'354  | 53,8 % | verkozen  |
|  | Adèle Thorens Goumaz          | GPS/PES | 83'031  | 51,7 % | verkozen  |
|  | Ada Marra                     | SP/PS   | 76'193  | 47,4 % |           |

## Wallis

### Eerste ronde
Omdat niemand in de eerste ronde de absolute meerderheid van 58.692 stemmen bereikte, moest een tweede ronde worden georganiseerd.
|  | Kandidaat                | Partij  | Stemmen | %      | Resultaat |
|  | ------------------------ | ------- | ------- | ------ | --------- |
|  | Beat Rieder (uittredend) | CVP/PDC | 45'678  | 38,9 % |           |
|  | Marianne Maret           | CVP/PDC | 39'660  | 33,8 % |           |
|  | Mathias Reynard          | SP/PS   | 36'323  | 30,9 % |           |
|  | Philippe Nantermod       | FDP/PLR | 25'727  | 21,9 % |           |
|  | Brigitte Wolf            | GPS/PES | 24'799  | 21,1 % |           |
|  | Cyrille Fauchère         | SVP/UDC | 16'652  | 14,2 % |           |
|  | Michael Kreuzer          | SVP/UDC | 15'359  | 13,1 % |           |
|  | Jacqueline Lavanchy      | GdF     | 2'878   | 2,5 %  |           |

### Tweede ronde
Omdat in de eerste ronde niemand de absolute meerderheid bereikte vond op 3 november 2019 een tweede ronde plaats. Daarbij volstond een gewone meerderheid.
|  | Kandidaat                | Partij  | Stemmen | %      | Resultaat |
|  | ------------------------ | ------- | ------- | ------ | --------- |
|  | Beat Rieder (uittredend) | CVP/PDC | 52'355  | 48,6 % | verkozen  |
|  | Marianne Maret           | CVP/PDC | 48'402  | 44,9 % | verkozen  |
|  | Mathias Reynard          | SP/PS   | 47'032  | 43,6 % |           |
|  | Brigitte Wolf            | GPS/PES | 31'411  | 29,1 % |           |
|  | Cyrille Fauchère         | SVP/UDC | 14'227  | 13,2 % |           |

## Zug

### Eerste ronde
Omdat in de eerste ronde enkel Peter Hegglin de absolute meerderheid van 18.464 stemmen bereikte, moest een tweede ronde worden georganiseerd.
|  | Kandidaat                  | Partij     | Stemmen | %      | Resultaat |
|  | -------------------------- | ---------- | ------- | ------ | --------- |
|  | Peter Hegglin (uittredend) | CVP/PDC    | 19'909  | 50,1 % | verkozen  |
|  | Matthias Michel            | FDP/PLR    | 16'852  | 42,4 % |           |
|  | Heinz Tännler              | SVP/UDC    | 16'769  | 42,2 % |           |
|  | Tabea Zimmermann           | ALG        | 8'200   | 20,6 % |           |
|  | Barbara Gysel              | SP/PS      | 7'898   | 19,9 % |           |
|  | Stefan Thöni               | PARAT      | 2'598   | 6,5 %  |           |
|  | Andrea Sidler Wyss         | partijloos | 1'626   | 4,1 %  |           |

### Tweede ronde
Omdat in de eerste ronde slechts een kandidaat de absolute meerderheid bereikte, vond op 17 november 2019 een tweede ronde plaats. Daarbij volstond een gewone meerderheid.
|  | Kandidaat        | Partij  | Stemmen | %      | Resultaat |
|  | ---------------- | ------- | ------- | ------ | --------- |
|  | Matthias Michel  | FDP/PLR | 17'206  | 45,3 % | verkozen  |
|  | Heinz Tännler    | SVP/UDC | 13'857  | 36,5 % |           |
|  | Tabea Zimmermann | ALG     | 6'949   | 18,3 % |           |

## Zürich

### Eerste ronde
Omdat enkel Daniel Jositsch de absolute meerderheid van 183.919 stemmen bereikte, moest een tweede ronde worden georganiseerd.
|  | Kandidaat                    | Partij  | Stemmen | %      | Resultaat |
|  | ---------------------------- | ------- | ------- | ------ | --------- |
|  | Daniel Jositsch (uittredend) | SP/PS   | 216'679 | 52,6 % | verkozen  |
|  | Ruedi Noser (uittredend)     | FDP/PLR | 141'700 | 34,4 % |           |
|  | Roger Köppel                 | SVP/UDC | 107'528 | 26,1 % |           |
|  | Marionna Schlatter           | GPS/PES | 95'142  | 23,1 % |           |
|  | Tiana Angelina Moser         | GLP/PVL | 80'450  | 19,5 % |           |
|  | Nicole Barandun              | CVP/PDC | 20'405  | 4,9 %  |           |
|  | Nik Gugger                   | EVP/PEV | 17'750  | 4,3 %  |           |
|  | Overige                      |         |         |        |           |

### Tweede ronde
Omdat in de eerste ronde slechts een kandidaat de absolute meerderheid bereikte, vond op 17 november 2019 een tweede ronde plaats. Daarbij volstond een gewone meerderheid.
|  | Kandidaat                | Partij  | Stemmen | %      | Resultaat |
|  | ------------------------ | ------- | ------- | ------ | --------- |
|  | Ruedi Noser (uittredend) | FDP/PLR | 185'276 | 59,8 % | verkozen  |
|  | Marionna Schlatter       | GPS/PES | 116'594 | 37,6 % |           |
|  | Overige                  | Overige | 7'824   | 2,5 %  |           |